# Boris Kustodiev
Boris Mikhailovitch Kustódiev (em russo: Борис Михайлович Кустодиев; 7 de março de 1878 – 28 de maio de 1927) foi um pintor e cenógrafo russo.

## Biografia

### Formação
Boris Kustódiev nasceu em Astracã na família de um professor do seminário teológico local. Entre 1893 e 1896 estudou nesse seminário e recebeu aulas privadas de Pavel Vlasov, um aluno de Vassíli Perov. Posteriormente, assistiu às aulas do talher de Ilia Répin na Academia Imperial das Artes de Petrogrado, colaborando com ele posteriormente como ajudante. Também se formou como escultor com Dmitri Stelletski e como gravurista com Vasili Mate.
Realizou a sua primeira exposição em 1896.Por causa de uma bolsa de estudos dessa Academia, viajou pela França e a Espanha em 1904. Também esteve na Itália em 1907 e em 1909 em Áustria e Alemanha. Nessa época pintou, sobretudo, retratos e pintura de género.

### Revolução de 1905
Em 1905, a Revolução teve um profundo impacto em Kustódiev, que começou a colaborar com revistas satíricas como Jupel e Adskaia Potchta. Nesse momento, contatou com alguns artistas do grupo Mir Iskusstva, um grupo de inovação na arte russa da época, aderindo à organização em 1910.
Também em 1905, Kustódiev começou a realizar ilustrações para livros de Nikolai Gogol, Mikhail Lermontov ou Lev Tolstoi. E em 1909 começou a trabalhar na cenografia de obras teatrais como Um coração ardente de Aleksandr Ostrovski (1911) ou A morte de Pazukhin no Teatro de Arte de Moscovo. Tanto a ilustração de livros como o desenho de cenografias eram atividades habituais entre os artistas de vanguarda. 
Em 1916, Kustódiev ficou paraplégico como resultado de uma enfermidade antiga, o que o obrigou a confinar-se na sua morada. Porém, continuou a pintar. 

### Revolução de 1917
Após a Revolução de Outubro de 1917, os temas sociais tornaram-se a base do seu trabalho. Ademais, começou a fazer litografias para ilustrar alguns dos livros de Nikolai Nekrásov e também de Nikolai Leskóv. Deste último ilustrou a obra Lady Macbeth do distrito de Mtsensk, que se tornou um marco na história da ilustração na Rússia. Em 1923 aderiu à Associação de Artistas da Rússia Revolucionária, grupo em que se manteve até a sua morte, por tuberculose, em 28 de maio de 1927, em Leningrado.

## Obra

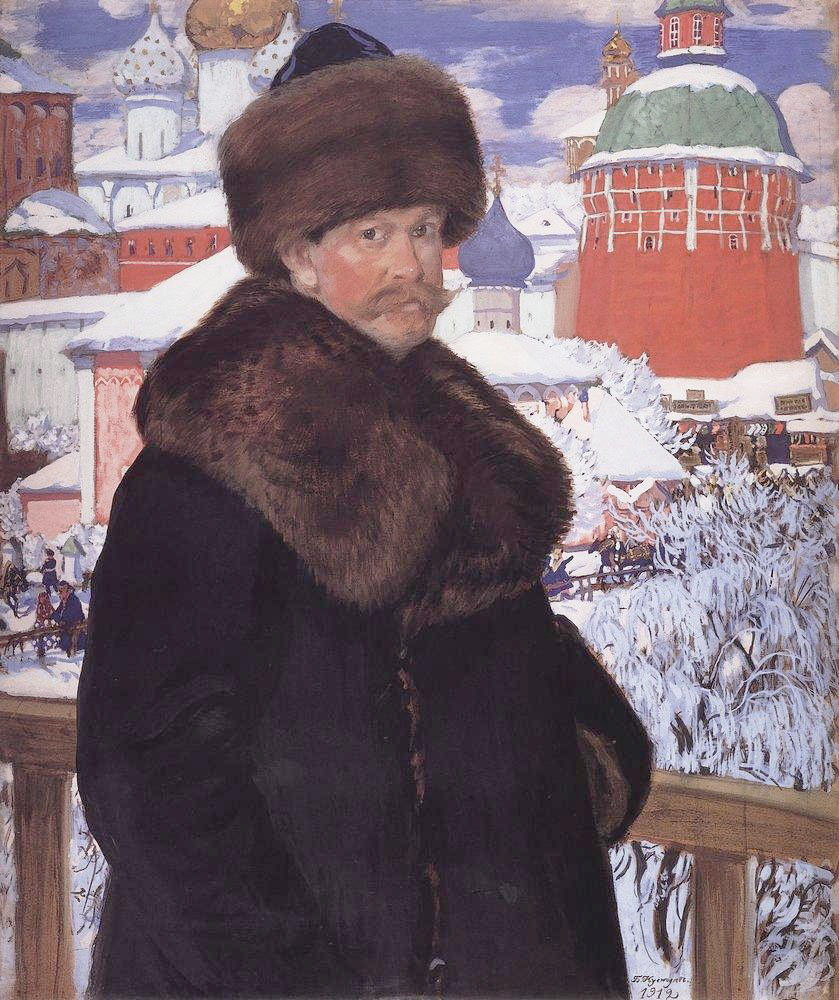
Autorretrato
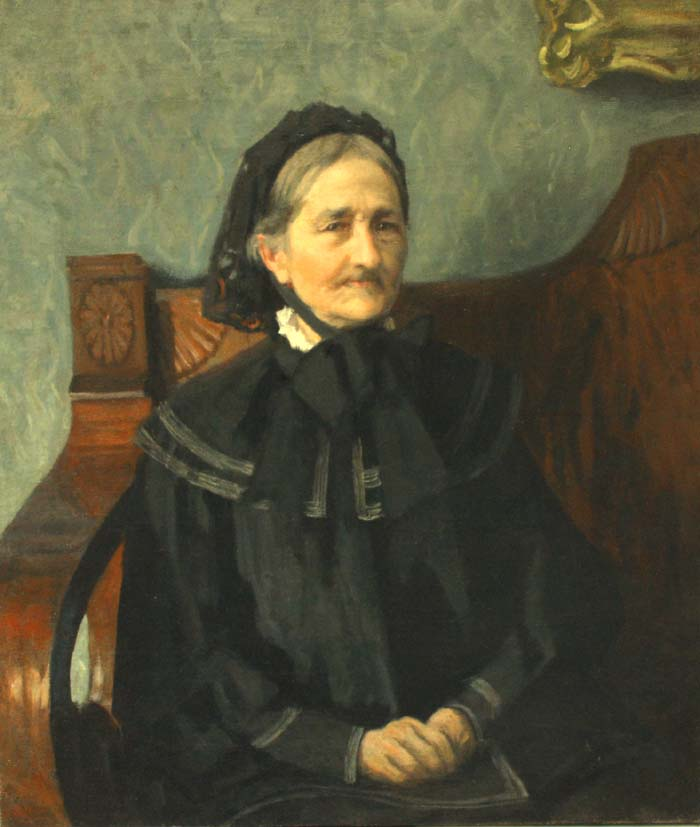
Retrato de Elizabeth Grigorievna Pushkina
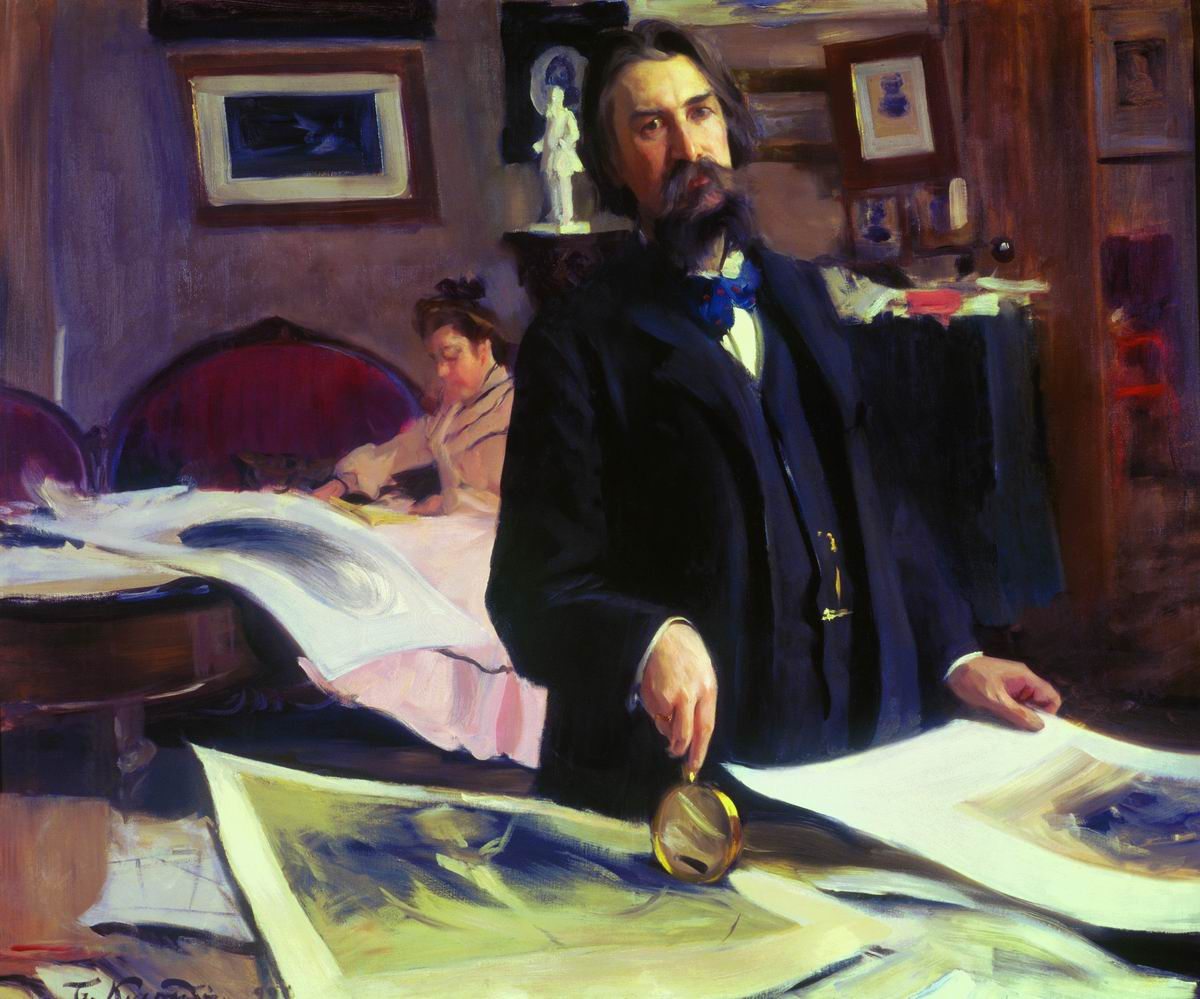
Retrato de Vasili Mate (1902)
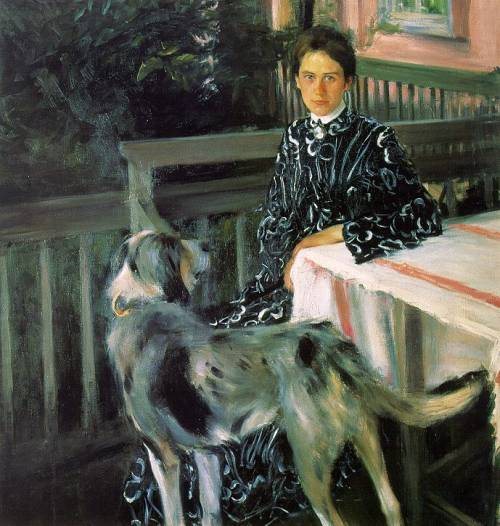
Retrato de Julia Kustodieva (esposa) (1903)
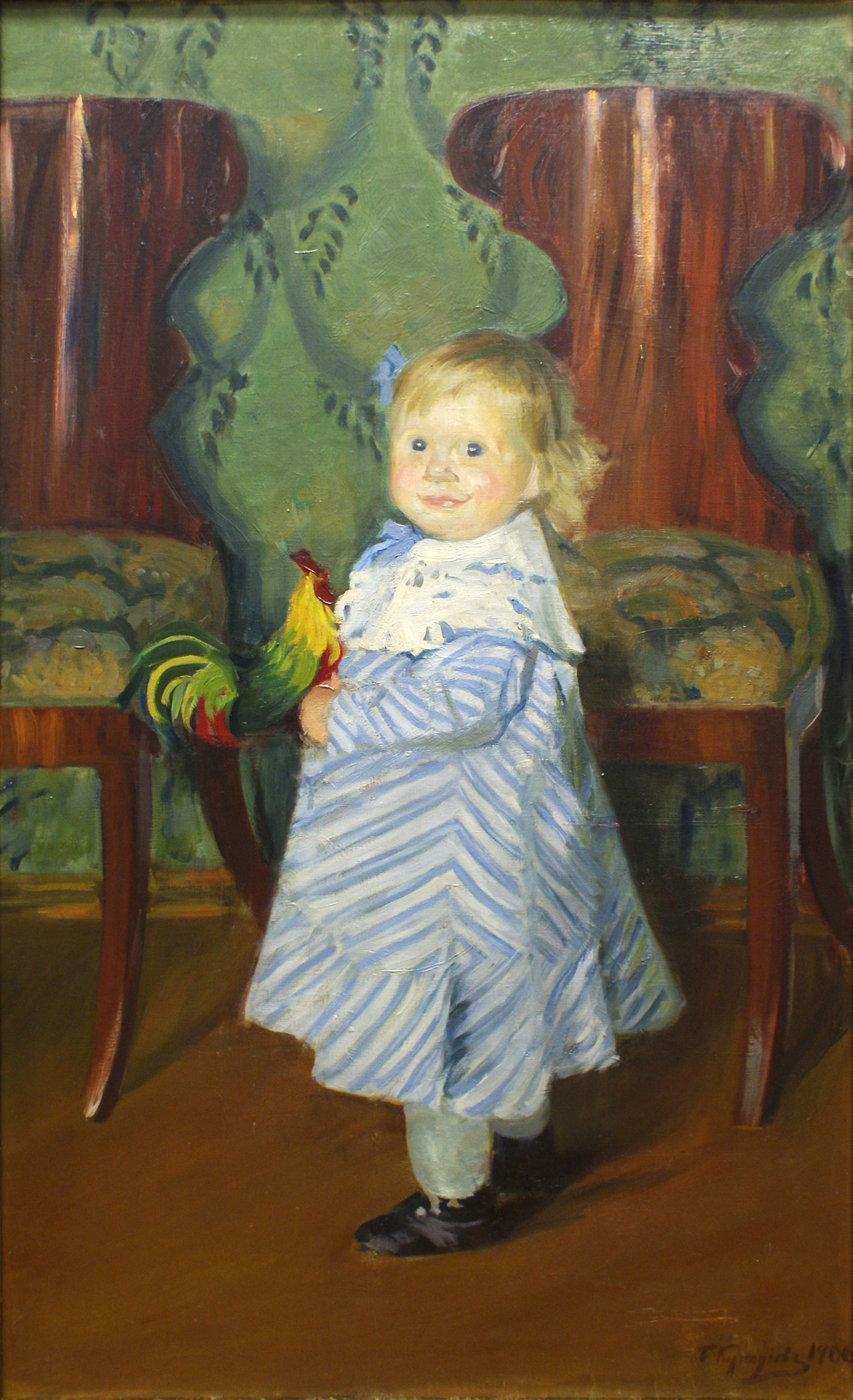
Irina (filha) (1906)
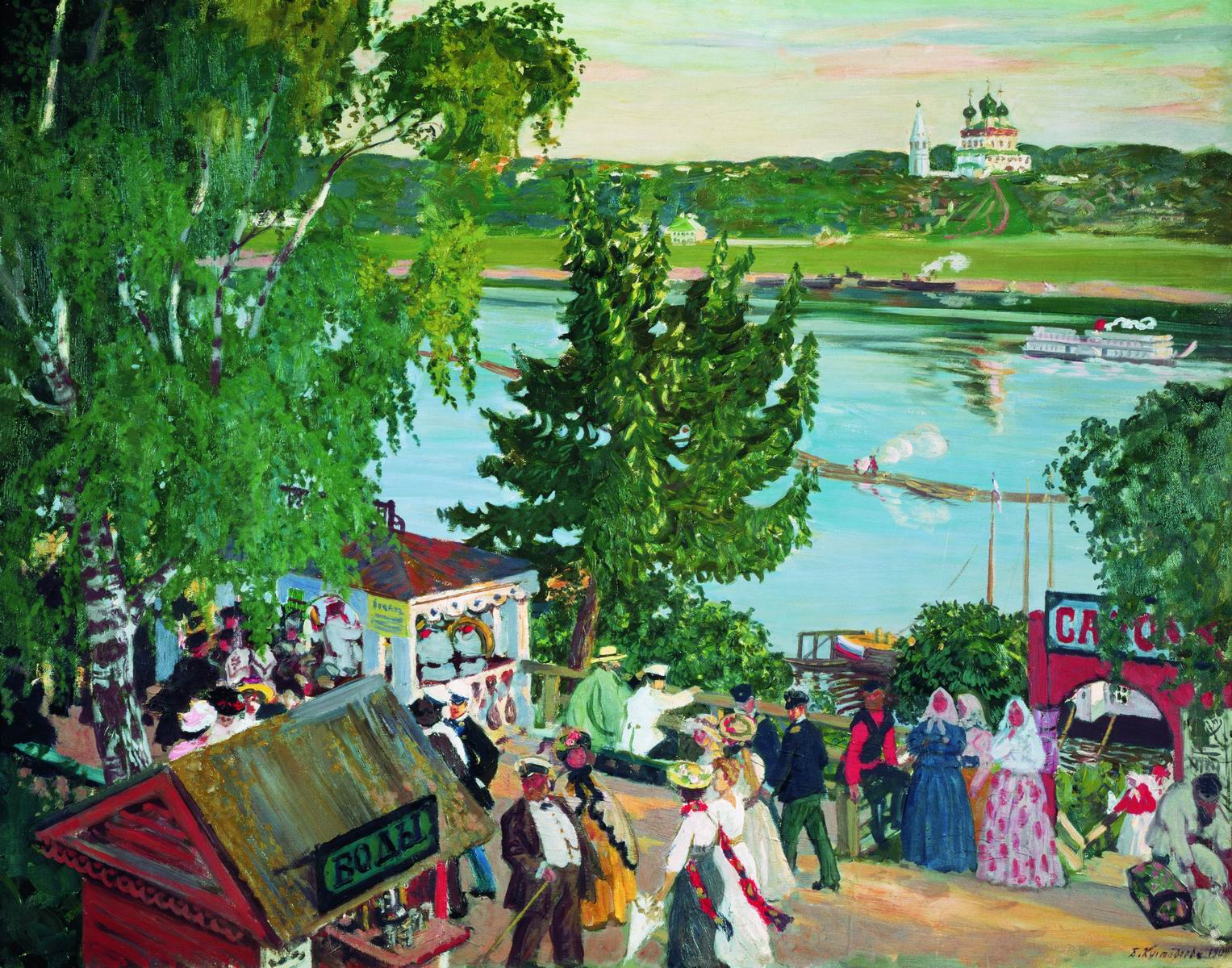
Passeio pelo rio Volga (1909)
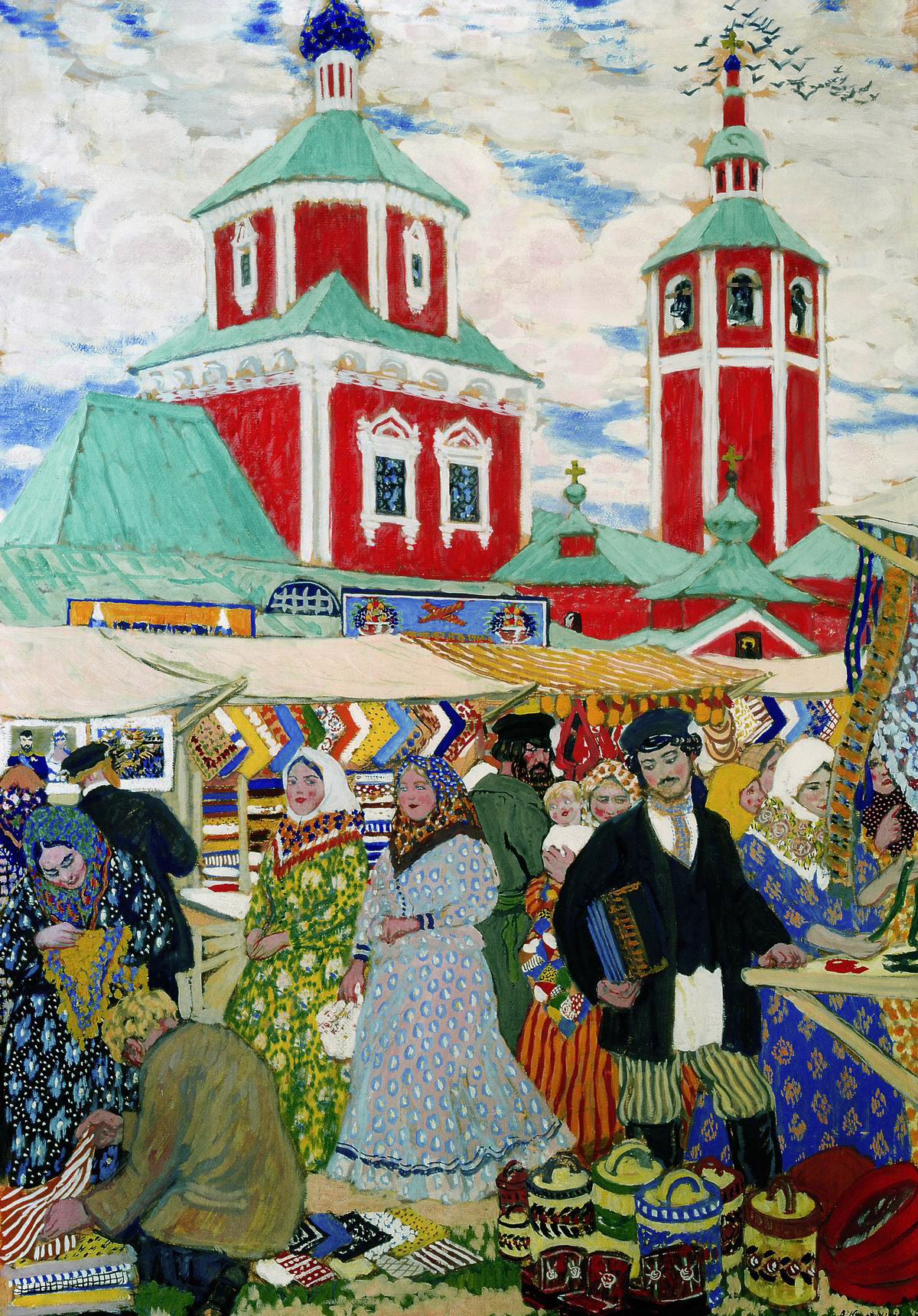
Festa (1910)
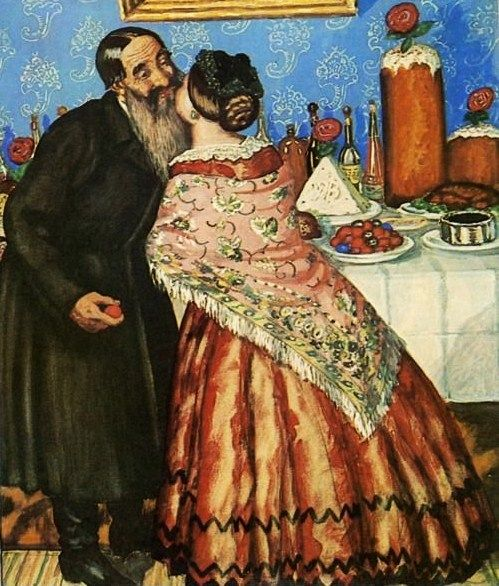
Saudação oriental (1912)
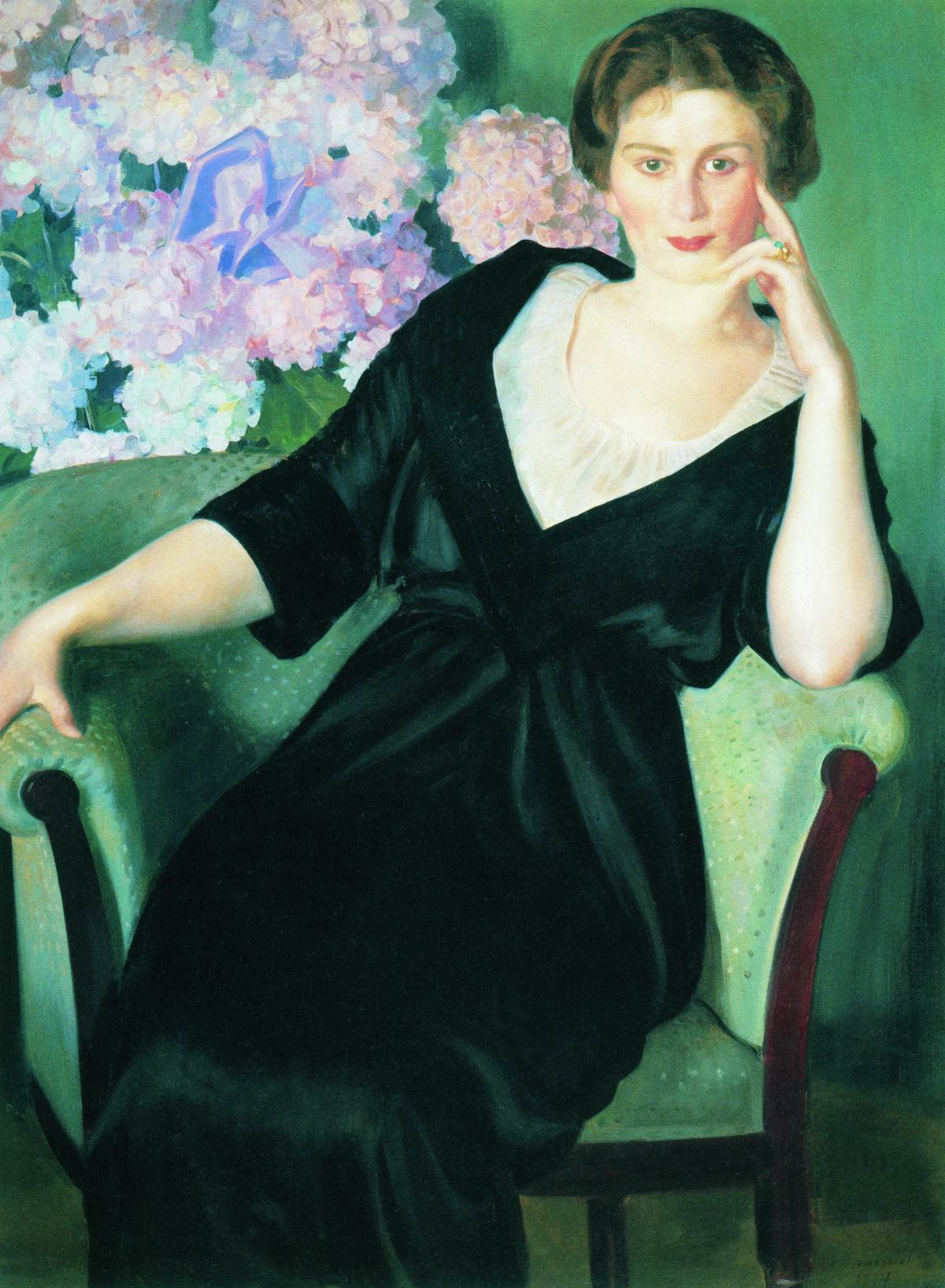
Retrato de Renee Notgaft (1914)
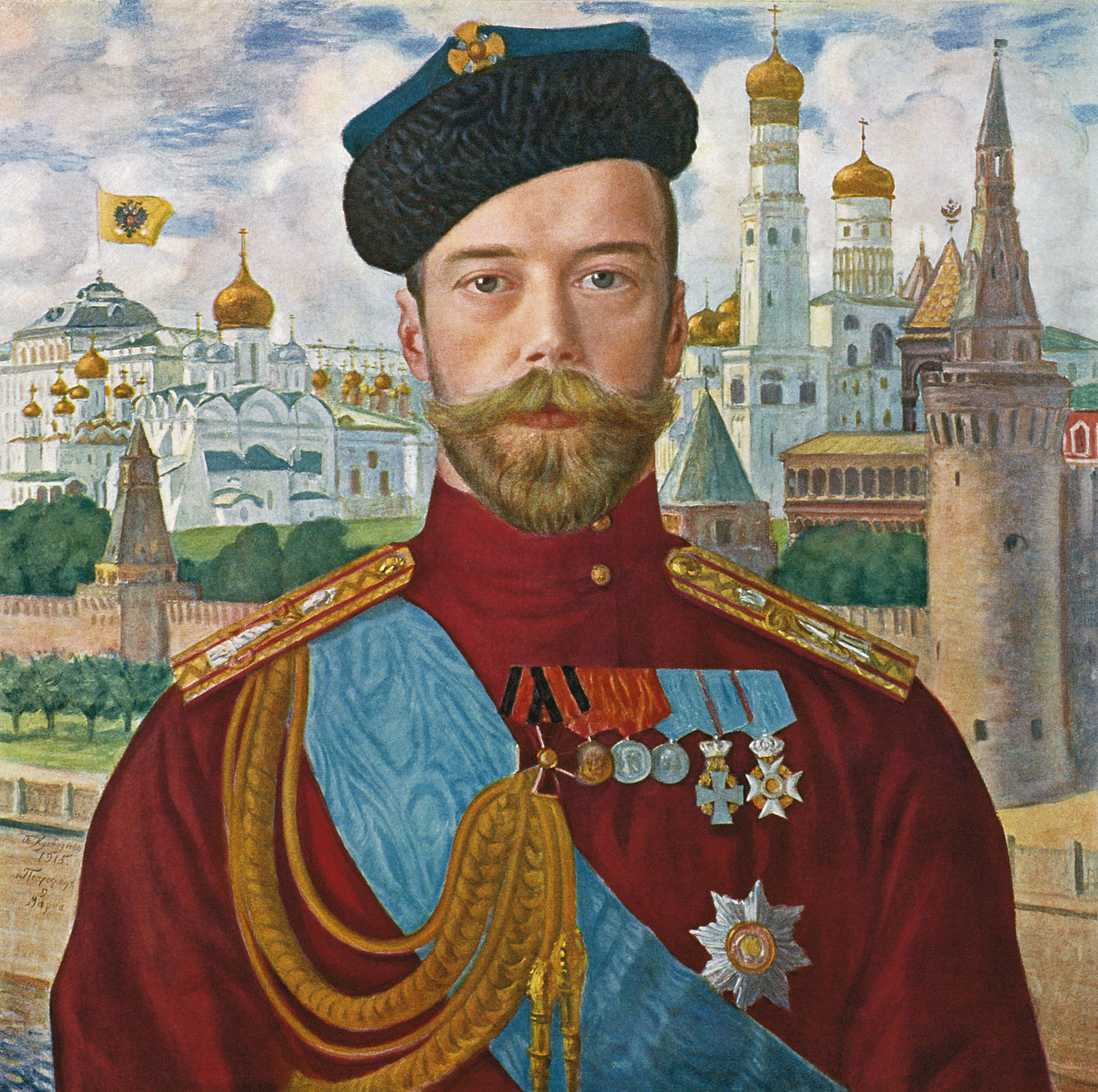
Tsar Nikolai II (1915)
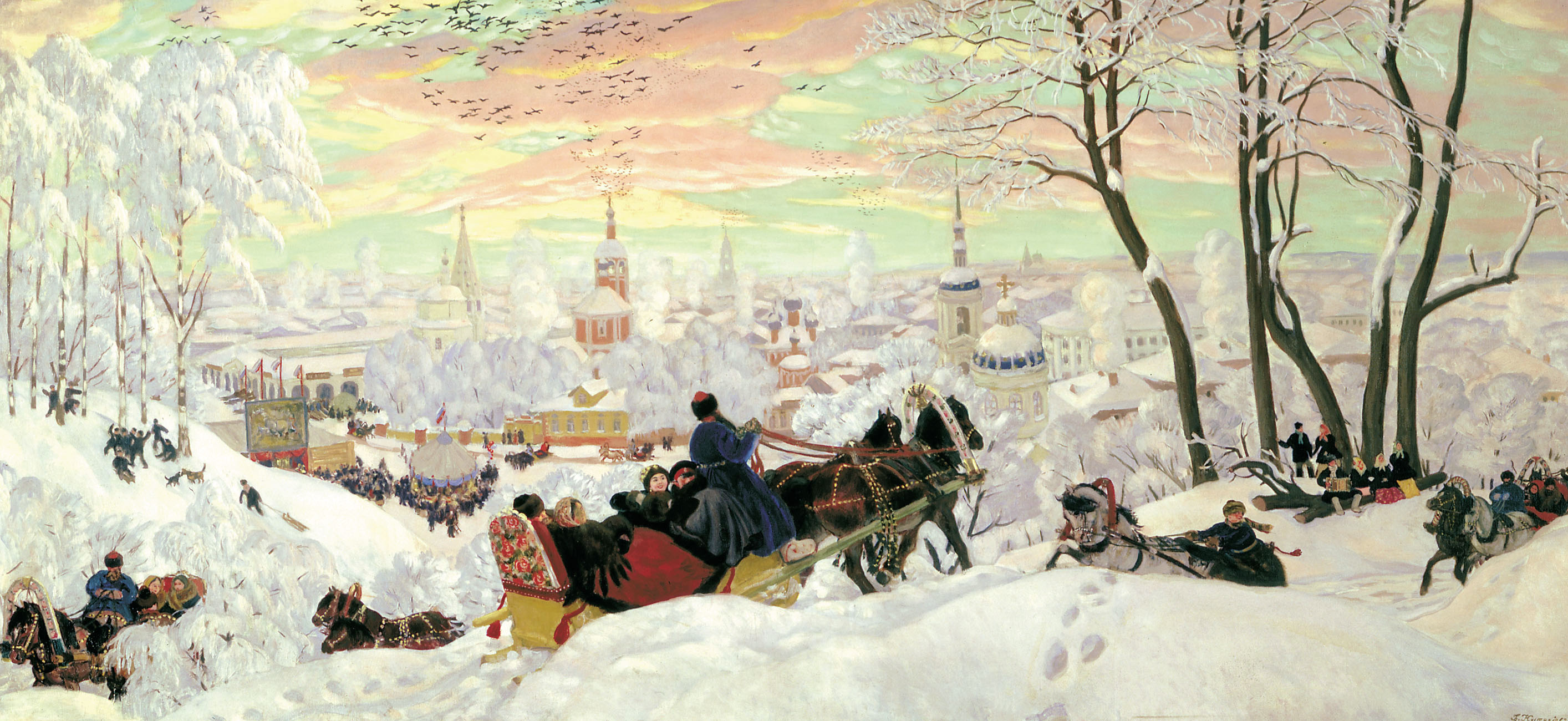
Maslenitsa (1916)
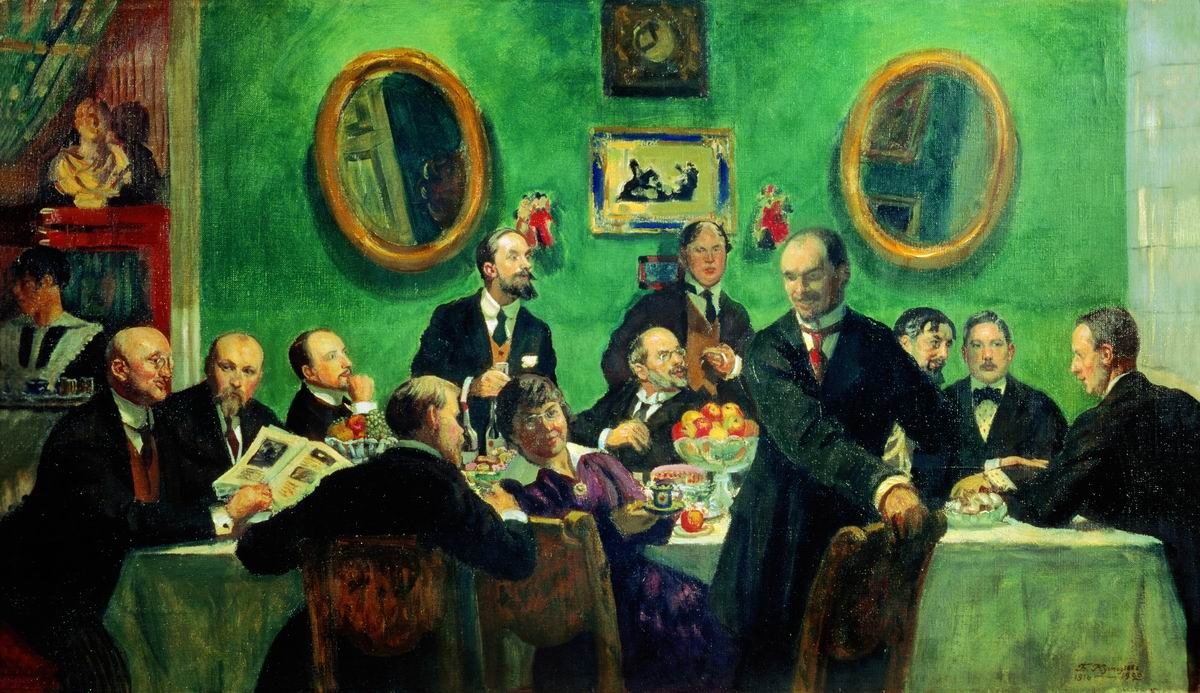
Membros do Mir Iskusstva
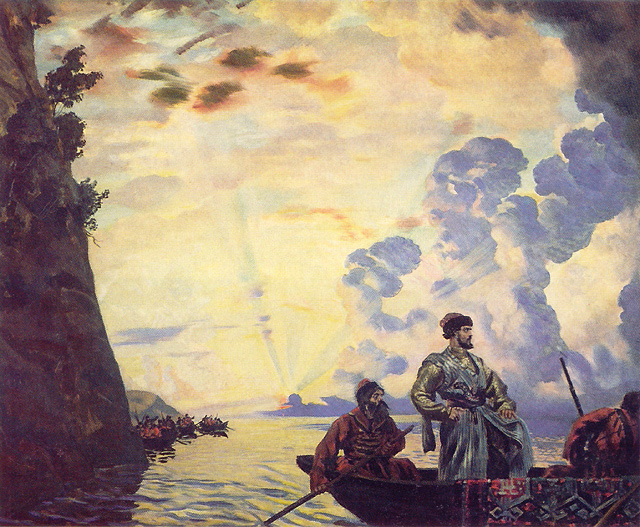
Stepan Razin (1918)
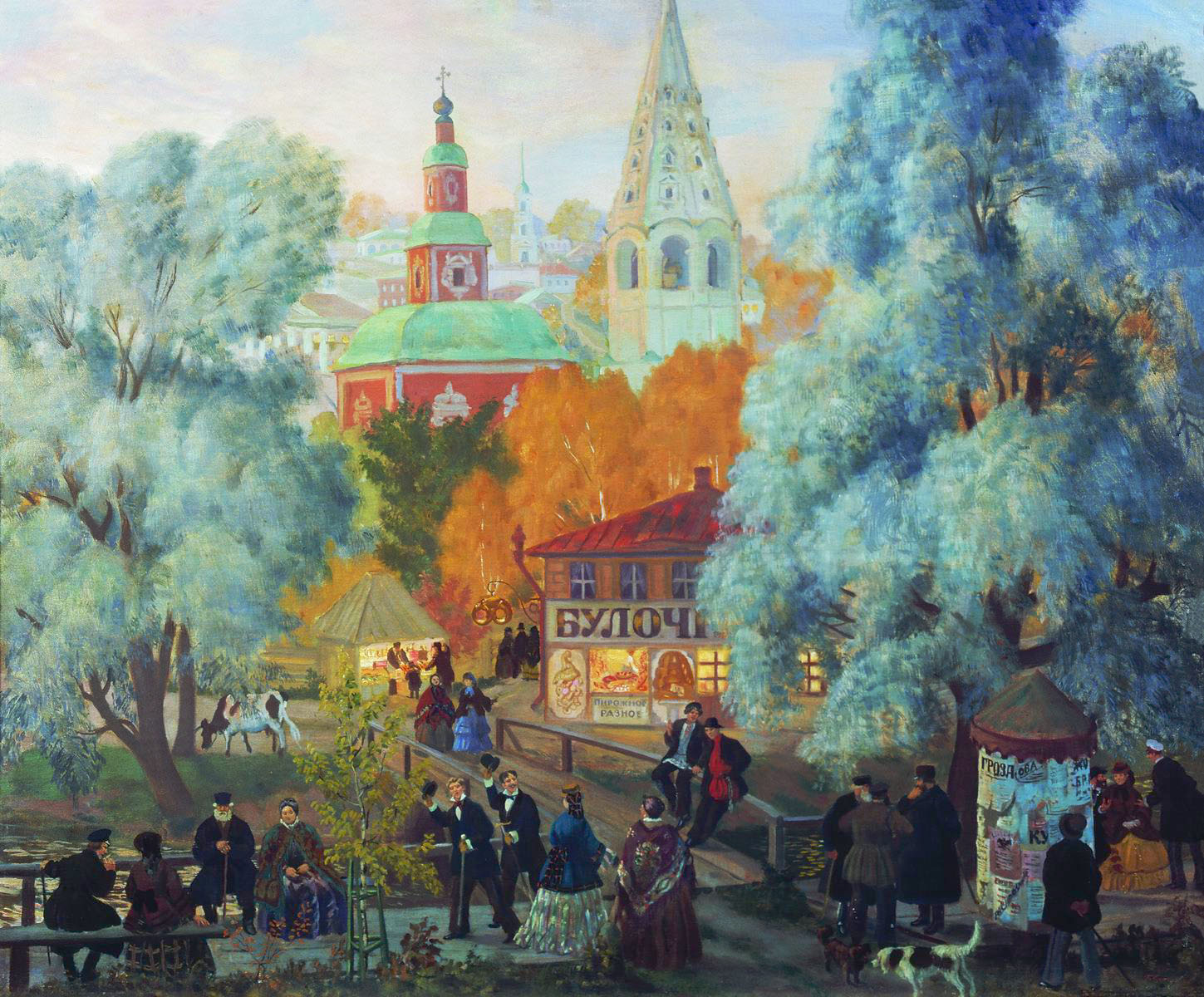
Região (1919)
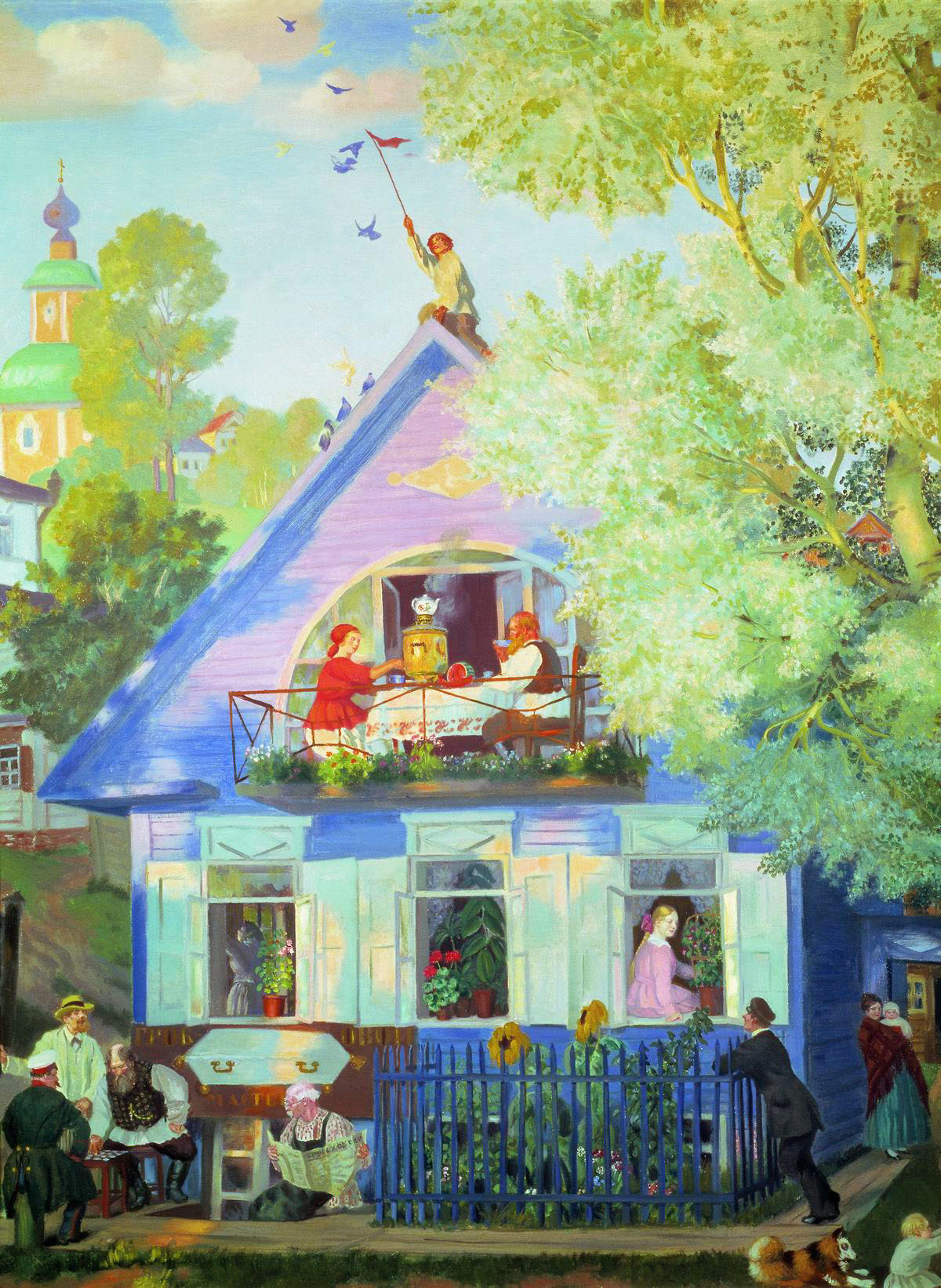
Casa azul (1920)
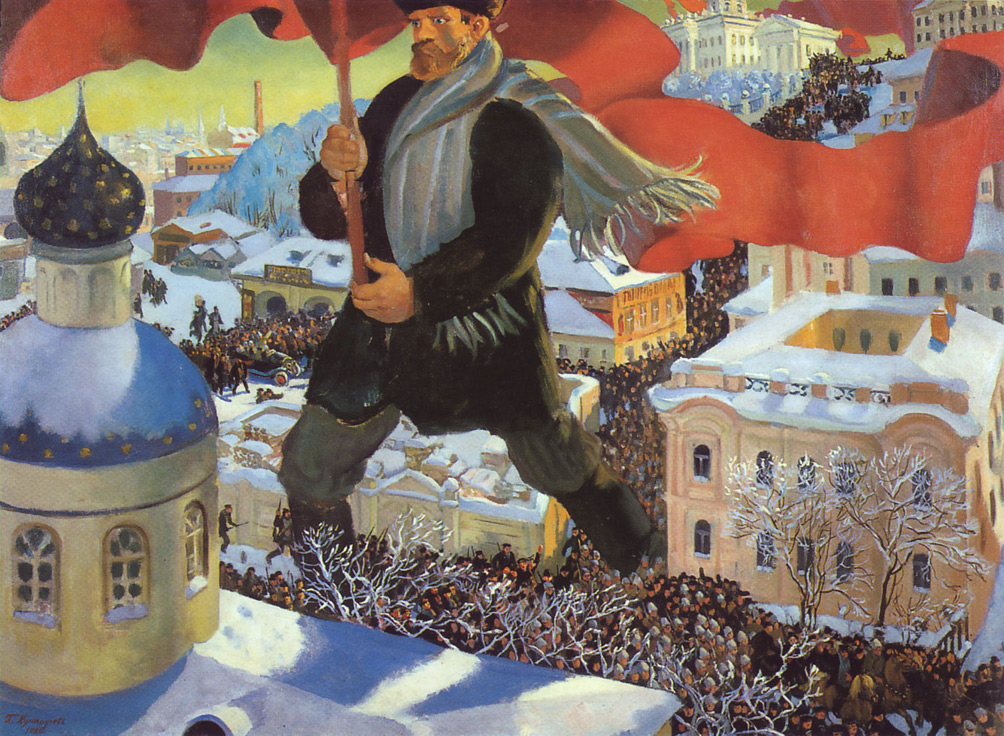
Bolchevique (1920)
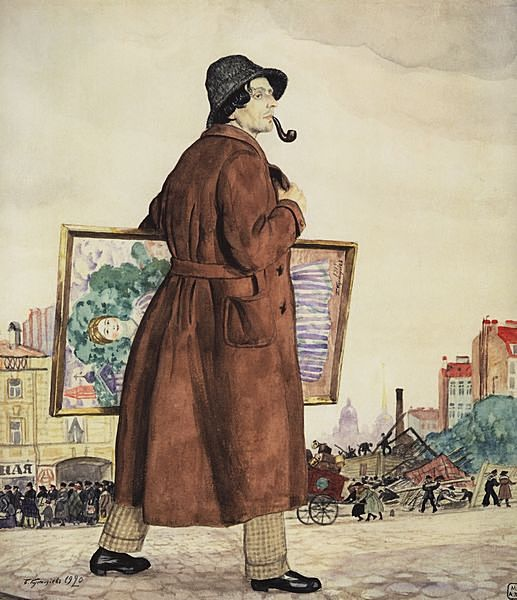
Isaak Brodski (1920)
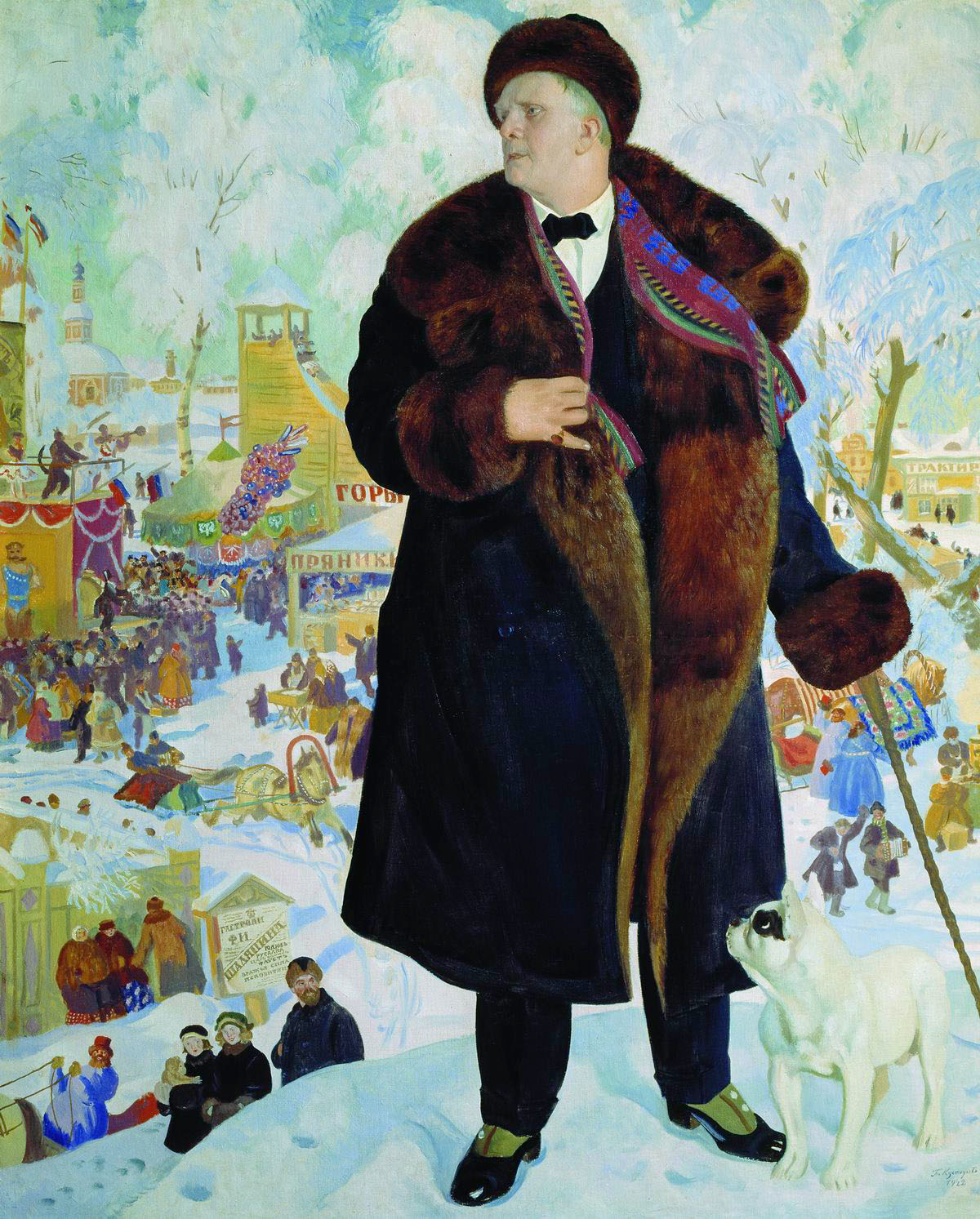
Fiodor Shaliapin (1921)
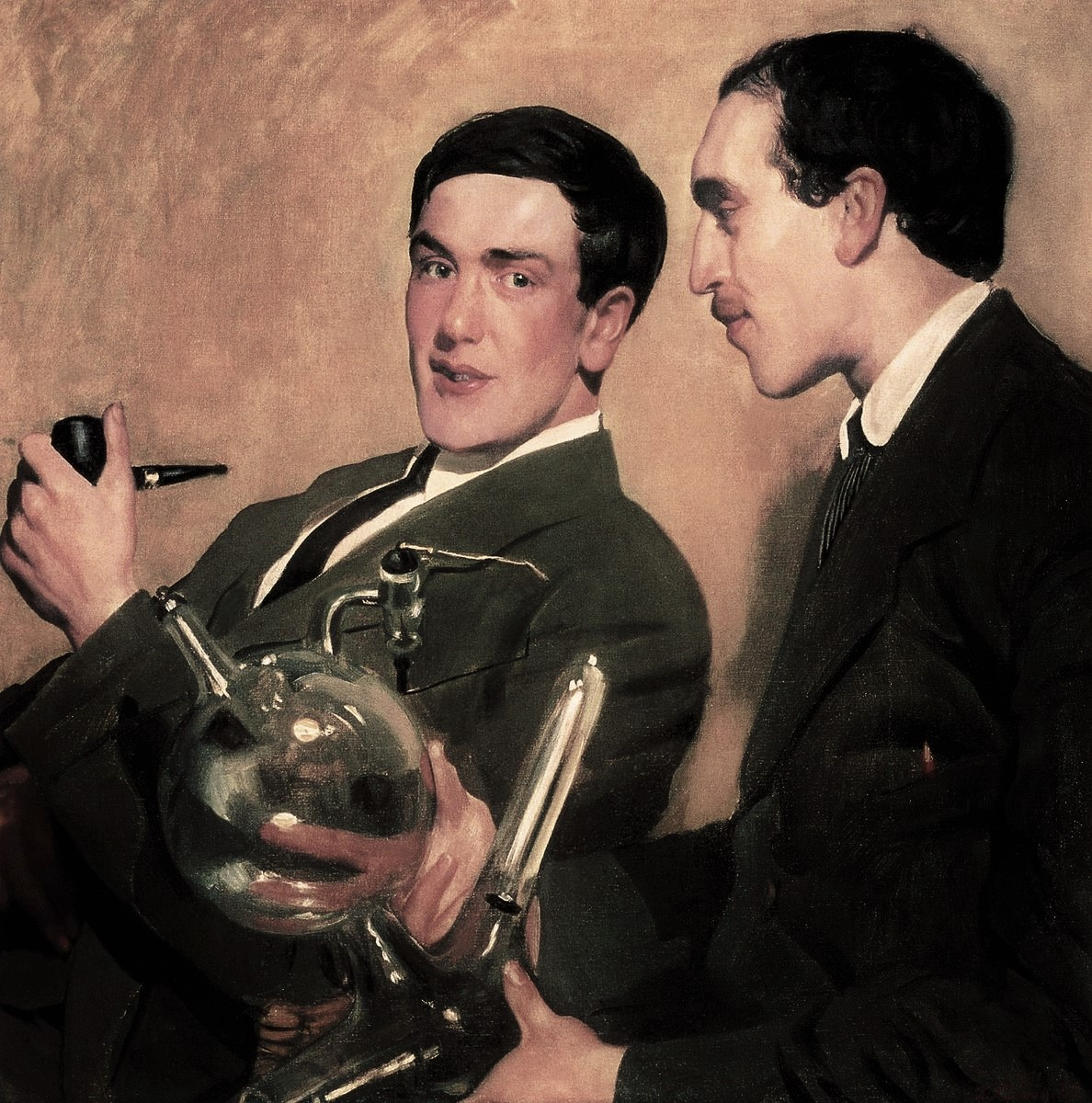
Piotr Kapitsa and Nikolai Semionov (1921)
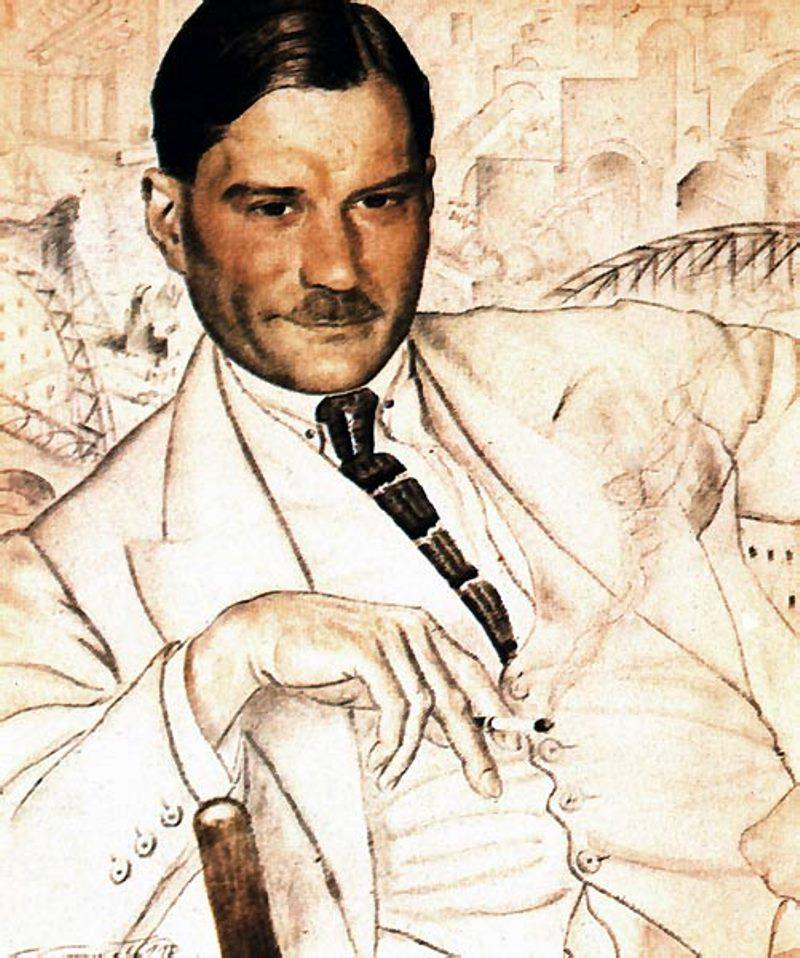
Evgeni Zamiatin (1923)
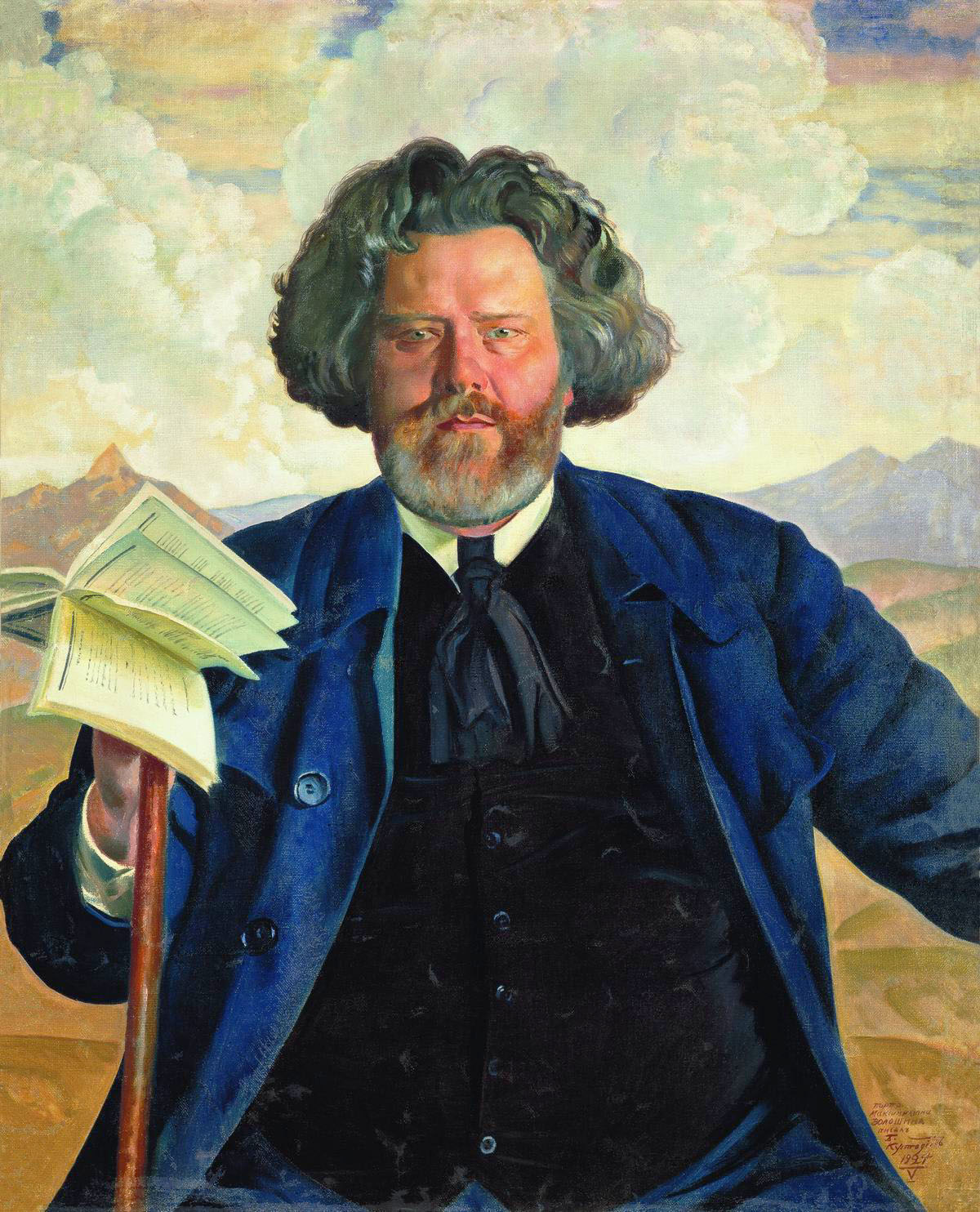
Maximilian Voloshin (1924)
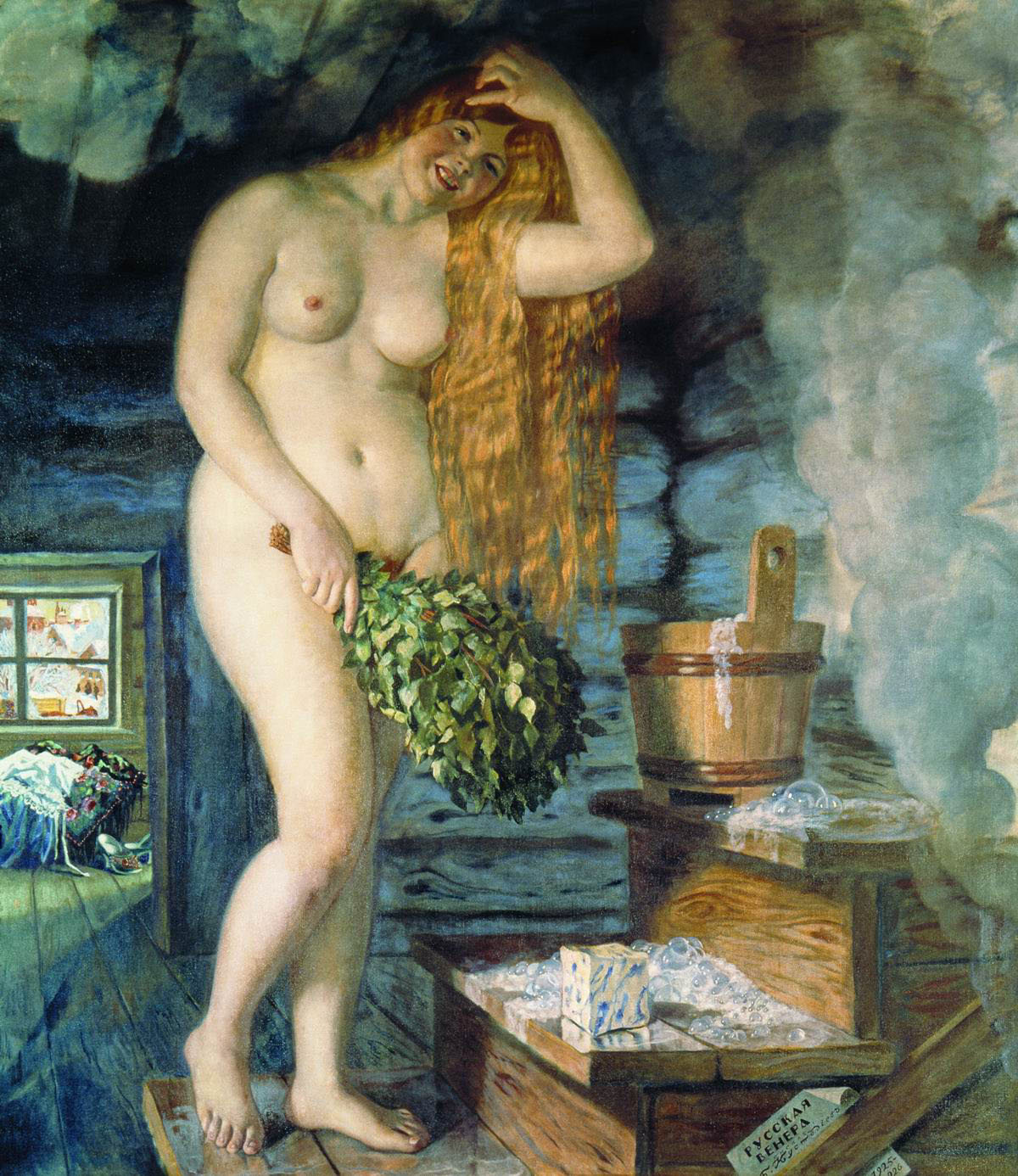
Venus russa (1926)
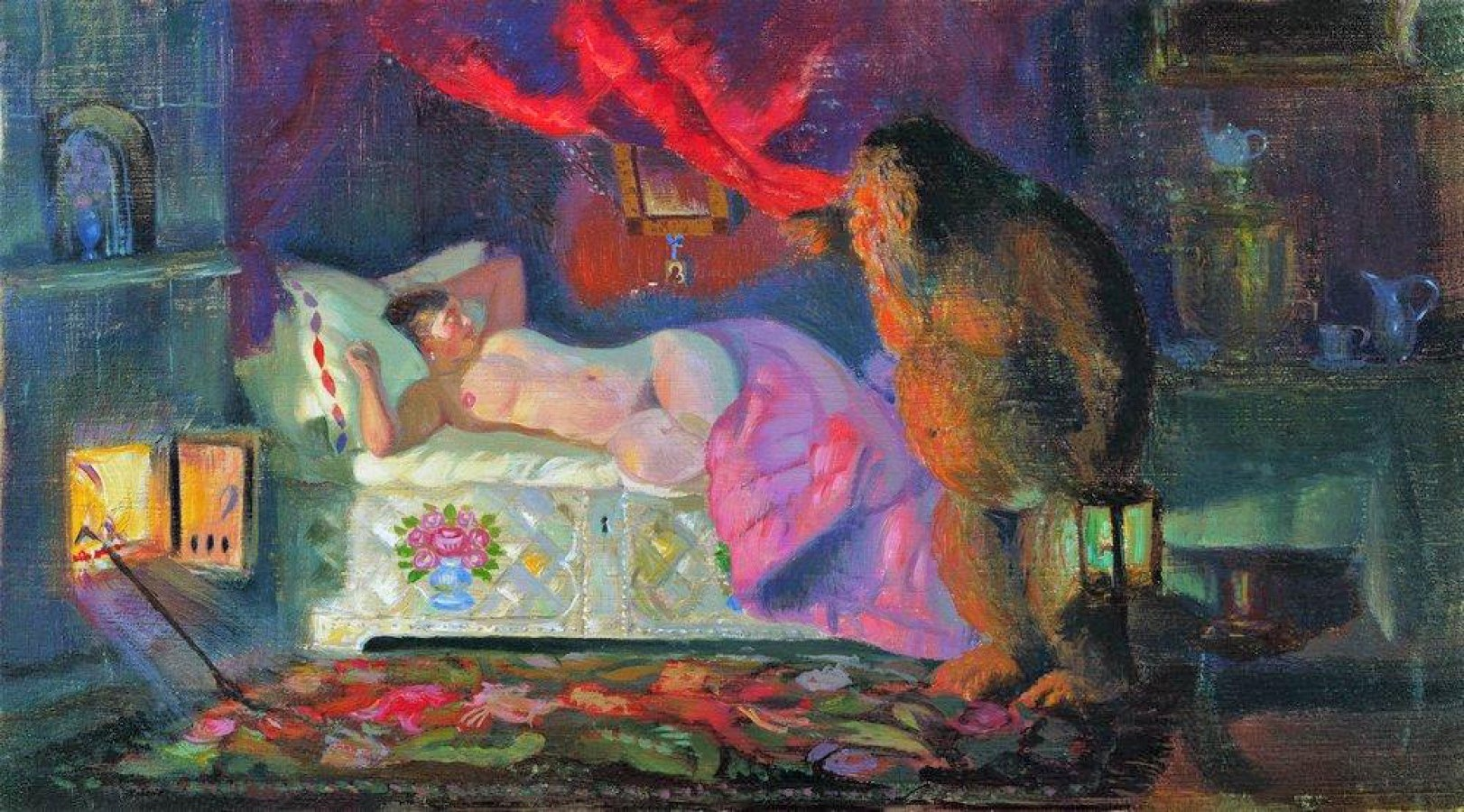
Domovoi
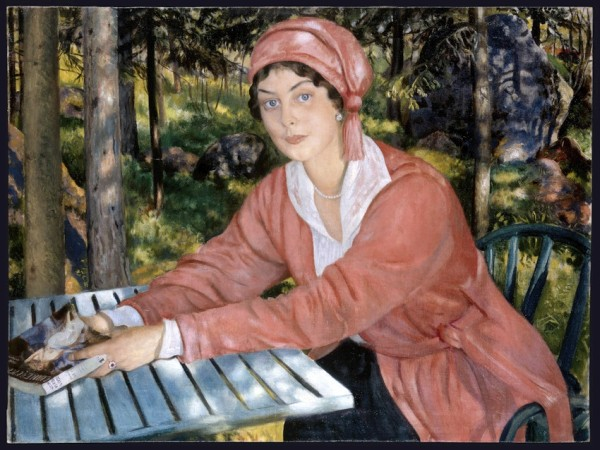
Retrato da condessa Grabovska (1917)